# دائرة انتخابية

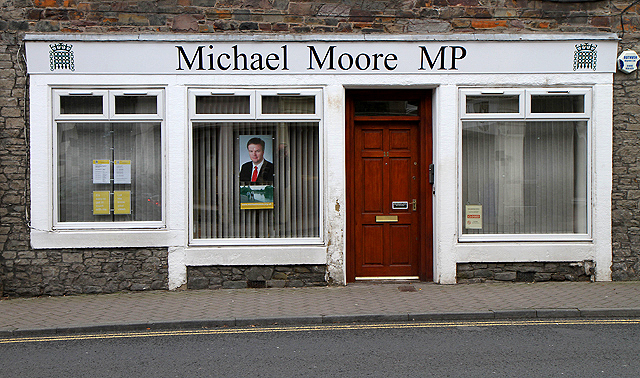

الدائرة الانتخابية (بالانجليزية: Electoral District and Electoral Constituency) هي وحدة انتخابية مستقلة يتم تحديدها جغرافياً وسكانياً لإقامة انتخابات تنافسية منفصلة فيها على مقعد أو أكثر من مقاعد إحدى الهيئات التشريعية. وبشكل عام ليست كل النظم السياسية تتبع نظام الدوائر الانتخابية ففي إسرائيل وهولندا على سبيل المثال تتم الانتخابات البرلمانية في عموم البلاد كوحدة واحدة دون تعيين دوائر انتخابية. 

## التكوين السكاني والجغرافي للدوائر الانتخابية
ينبغي أن يكون معلوماً أن الدائرة الانتخابية ليست وحدة إدارية بالمفهوم الإداري أو الخدماتي، ولا تندرج ضمن هيكل التقسيم الإداري الرسمي للدولة أو للولاية أو المقاطعة، كما أن ليس لها أي صلاحيات أو اختصاصات إدارية، وإنما هي عبارة عن مكون جغرافي وسكاني مشتق من التقسيم الإداري ومتداخل ومتشابك معه، حيث تتكون الدائرة الانتخابية في المدن من مجموعة من الوحدات الإدارية أو الأحياء والتجمعات السكانية أو أجزاء منها، وفي الريف تتكون من مجموعة من القرى والمحلات والعزل، والعامل الرئيسي لرسم أو تعيين الحدود الجغرافية للدوائر الانتخابية هو العامل السكاني (طالع تقسيم الدوائر الانتخابية). وبحسب طبيعة النظام الانتخابي المطبق في البلد وعدد المقاعد المخصصة لكل دائرة انتخابية، يوجد نوعان من الدوائر الانتخابية، وهي:
- الدوائر الانتخابية الفردية، أي الدائرة الانتخابية ذات العضو الواحد (بالإنجليزية: Single-Member Constituency) ومن الدول العربية التي تعتمد نظام الدوائر الفردية اليمن وتونس ومن الدول الكبرى الهند، وبريطانيا وكثير من مستعمراتها السابقة، والولايات المتحدة، واستراليا، وفرنسا، وألمانيا جزئياً.
- الدوائر الانتخابية متعددة العضوية (بالإنجليزية: Multy-Member Constituency)، ومن الدول التي تعتمد نظام الدوائر متعددة العضوية الكويت ومصر، والأردن، والعراق، واليابان، وإندونيسيا، وتشيلي وغيرها، بحيث يمثل كل دائرة انتخابية أكثر من عضو واحد في المجلس التشريعي أو مجلس النواب.
وبغض النظر عن الحجم الجغرافي للدائرة الانتخابية أو عدد الأعضاء التي يمثلونها في البرلمان أو المجلس البلدي أو التشريعي، يظل العامل السكاني هو المعيار الأساسي والحاسم لتعيين ورسم حدود الدوائر الانتخابية، فالدائرة الانتخابية ذات العضوين مثلاً ينبغي أن يكون عدد سكانها ضعف عدد سكان الدائرة الفردية (ذات العضو الواحد)، والدائرة التي يمثلها خمسة أعضاء يجب أن يكون عدد سكانها خمسة أضعاف الدائرة التي يمثلها عضو واحد وهكذا، مع هامش سكاني زيادة أو نقص فيما بينها يحدد نسبته القانون مراعاةً للعوامل الجغرافية والديموغرافية
فلو افترضنا أن عدد سكان المنطقة الجغرافية التي ستُجرى فيها الانتخابات 500.000 نسمة وعدد دوائر المجلس التشريعي أو مجلس النواب 100 مقعد، فسيكون حصة كل مقعد من السكان 5.000 نسمة. ولغرض تقسيم الدوائر الانتخابية سكانياً، سيون لدينا خيارين، وهما:
الخيار الأول: تقسيم المنطقة الجغرافية إلى دوائر انتخابية فردية متساوية سكانياً، وفي هذه الحالة سيكون عدد الدوائر الانتخابية مساويًا لعدد مقاعد البرلمان وهو 100 دائرة انتخابية.
الخيار الثاني: تقسيم المنطقة الجغرافية إلى دوائر انتخابية متعددة العضوية، وهنا سيكون عدد الدوائر غير معروف سلفاً، كون بعض الدوائر قد يمثلها عضوين أو 5 أعضاء والبعض الآخر 3 أعضاء، والمهم هنا كما ذكرنا أعلاه، هو الأخذ في الاعتبار التوازن السكاني بين الدوائر بحسب عدد ممثلي كل دائرة في البرلمان، فالدائرة الانتخابية ذات العضوين مثلاً ينبغي أن يكون عدد سكانها ضعف عدد سكان الدائرة الفردية (ذات العضو الواحد)، والدائرة التي يمثلها خمسة أعضاء يجب أن يكون عدد سكانها خمسة أضعاف الدائرة التي يمثلها عضو واحد وهكذا.

## العلاقة بين الدوائر الانتخابية ومراكز إقتراع
ينبغي في هذا السياق التمييز بين الدوائر الانتخابية، كما عرَّفناها أعلاه، ومراكز أو مكاتب الاقتراع أو محطات التصويت (بالإنجليزية: Polling Stations and Polling Places)، حيث أن الدائرة الانتخابية تنقسم إلى مجموعة من مراكز ومكاتب الاقتراع التي يمارس فيها الناخبين حقهم الانتخابي من خلال الإدلاء بأصواتهم في الانتخابات لمرشحيهم المفضلين كل في دائرته الانتخابية، وكذلك لقيد وتسجيل الناخبين في سجلات وجداول الانتخابات لكي يتمكنوا من ممارسة حقوقهم الانتخابية فيها، وليس شرطاً أن تكون محطات ومراكز الاقتراع والتصويت متساوية من حيث عدد السكان أو الناخبين بل في الغالب تكون متفاوتة الحجم من حيث عدد الناخبين كونها مجرد أماكن للتصويت في إطار الدائرة الانتخابية، غير أنه من الضروري أن تشكل تلك المراكز والمحطات في مجموعها الدائرة الانتخابية التي تتبعها، وعادة ما تكون مقرات هذه المراكز والمكاتب داخل المدارس أو المقرات الحكومية. في اليوم السابق ليوم الاقتراع يتم تجهيز تلك المراكز والمحطات بمقصورات (كبائن) الاقتراع (Voting Boths) وصناديق الاقتراع (Ballot Boxes) المخصصة لوضع بطائق أو أوراق الاقتراع The Ballot Paper فيها.

## نظام التمثيل النسبي والدوائر الانتخابية
في ظل أنظمة التمثيل النسبي البحتة ليس بالضرورة أن تُقسَّم البلاد أو الولايات أو المقاطعات إلى دوائر انتخابية بالمفهوم الذي أوضحناه أعلاه، ولا يشترط الحال تقسيم الدوائر بشكل متساوٍ من حيث عدد السكان، إذ أن أعضاء المجلس التشريعي أو المجلس النيابي لن يترشحوا على مستوى الدوائر الانتخابية وإنما عبر قوائم أحزابهم على مستوى الولاية أو أو المقاطعة أو البلد ككل، وبذلك تعتبر الولاية أو البلد ككل دائرة انتخابية واحدة، ولكن في مثل هذه الحالة ستظل الحاجة لوجود مراكز ومكاتب اقتراع يمارس فيها الناخبين حقوقهم الانتخابية من خلال الإدلاء بأصواتهم في الانتخابات للقوائم الحزبية التي يفضلونها، وكذلك لقيد وتسجيل الناخبين في سجلات وجداول الانتخابات لكي يتمكنوا من ممارسة حقوقهم الانتخابية فيها.